# Hans U Engelmann
Hans Ulrich Engelmann (Darmstadt (estat de Hesse), 8 de setembre, 1921 - Idem. 8 de gener, 2011), va ser un compositor alemany.

## Carrera
Tot i que els nacionalsocialistes consideraven Engelmann un "mig jueu", va poder completar el seu diploma de batxillerat a la seva ciutat natal, però després es va veure obligat a treballar com a treballador en una fàbrica d'armament a Darmstadt. El seu pare, l'enginyer Rudolf Engelmann, batejat com a protestant i oficial a la Primera Guerra Mundial, va morir al gueto de Theresienstadt l'abril de 1945.
Després del final de la Segona Guerra Mundial, Hans Ulrich Engelmann va estudiar per primera vegada arquitectura i a partir de 1946 va rebre classes privades de composició d'Hermann Heiß. Va assistir als recentment fundats Cursos d'Estiu de Darmstadt, on figura a les llistes d'arxiu de l'Institut Internacional de Música de Darmstadt com a estudiant número 1 dels Cursos d'Estiu de 1946, i en els anys següents es va veure especialment influenciat pels cursos de música de dotze tons de René Leibowitz (1948) i Ernst Krenek (1951). A partir de 1947 va estudiar musicologia (Friedrich Gennrich, Helmuth Osthoff) i filosofia (Theodor W. Adorno, Max Horkheimer, Hans-Georg Gadamer), així com literatura i història de l'art a Frankfurt i va rebre classes de composició de Wolfgang Fortner, a la Villa Braunbehrens del qual va venir a visitar molts joves compositors en aquella època. El 1952 es va doctorar sobre el Microcosmos de Béla Bartók.
Després de casar-se i d'una estada d'un any a Islàndia, Engelmann va treballar en diversos teatres alemanys com a dramaturg, compositor de teatre i ajudant de direcció. Va treballar com a conferenciant a les jornades de música a Bilthoven i als cursos d'estiu a Darmstadt. Des de 1969 va ser nomenat professor de composició a Frankfurt, on va ensenyar com a professor titular de 1969 a 1986. Professorat visitant a Gant, Offenbach am Main, Tel Aviv-Jaffa i Jerusalem. Cursos de composició a Moscou i Vílnius (1985) i a la Universitat de Colúmbia (1995).
Engelmann va rebre beques de la Universitat Harvard (1949) i de la Villa Massimo de Roma (1960, 1967, 1983) i va rebre nombrosos premis. Des de 1995, Engelmann fou president del comitè d'empresa de GEMA. El 2006, Engelmann (després de Gründler, Resch i Leopolder) va ser la quarta persona a rebre el títol de Senador Honorari de la Universitat de Música i Arts Escèniques de Frankfurt/Main.

## Composicions (selecció)
obres escèniques

- La baixada als inferns del doctor Faust (op. 4; 1949/50). Òpera de cambra burlesca en un acte: de Klabund. Estrena 1951 Hamburg; Estrena de la nova versió el 1962 Nuremberg
- Magog (op. 16; 1956/57). Drama musical en 2 actes. Llibret: Hans Ulrich Engelmann / A. Müller
- Noche de Luna (op. 18; 1958). Pantomima per a 2 ballarins. 1962 Essen
- L'ombra perduda (1960). Òpera lírica en 2 actes. Llibret: Hans Ulrich Engelmann segons Adelbert von Chamisso
- Serpentia (op. 26; 1962/63). ballet narratiu en 2 actes
- El cas Van Damm (op. 30; 1966/67). Òpera en 3 actes. Llibret: M. Kutter. estrena l'any 1968 Colònia; Estrena de la nova versió el 1974 a Münster
- Ofèlia (op. 36; 1969). Teatre multimèdia per a un Mimim. estrena l'any 1969 a Hannover
- Coincidents (1971; música electrònica)
- Revista (op. 43; 1972/73). Teatre musical en 2 parts. Llibret: Hans Ulrich Engelmann / W. Swaczynna. estrena l'any 1973 a Bonn
- nombroses obres de teatre, pel·lícules i música escènica

## Alumnes de Hans Ulrich Engelmann
- Gerhard Müller-Hornbach (* 1951)
- Hans-Jürgen von Bose (* 1953)
- Stephan Adam (* 1954)
- Adrian Oswalt (* 1954)
- Burkhard Mohr (Komponist) (* 1955)
- Claus Kühnl (* 1957)
- Wolfgang Kleber (* 1958)
- Ralf Emig (* 1959)
- Rolf Rudin (* 1961)
- Karl-Wieland Kurz (* 1961)

## Escrits
- El microcosmos de Bela Bartok: un intent de tipologia de la “nova música”. Triltsch, Würzburg 1953 (Tractats literaris, històrics i musicològics 10)
- Present passat: records i pensaments d'un compositor. Liebig Verlag, Darmstadt 2001, ISBN 3-87390-157-9.
- Sond-Color-Melodie: Texts on Music 1946–1996, ed. de Christoph Schwandt. Liebig Verlag, Darmstadt 2011, ISBN 978-3-87390-299-2.

## Premis
- 1971: Johann Heinrich Merck Honor de la ciutat de Darmstadt
- 1986: Placa de Goethe de l'estat de Hesse
- 1997: Orde del Mèrit de Hesse